# Doilene carmelina
Doilene carmelina är en mångfotingart som beskrevs av Chamberlin 1941. Doilene carmelina ingår i släktet Doilene och familjen Cambalidae. Inga underarter finns listade i Catalogue of Life.